# Imbrasia cleoris
Imbrasia cleoris är en fjärilsart som beskrevs av Jordan 1910. Imbrasia cleoris ingår i släktet Imbrasia och familjen påfågelsspinnare. Inga underarter finns listade i Catalogue of Life.